# Área metropolitana de Kokomo
El área metropolitana de Kokomo o Área Estadística Metropolitana de Kokomo, IN MSA como la denomina oficialmente la Oficina de Administración y Presupuesto, es un Área Estadística Metropolitana centrada en la ciudad de homónima, en el estado estadounidense de Indiana. El área metropolitana tiene una población de 98.688 habitantes según el Censo de 2010, convirtiéndola en la 344.º área metropolitana más poblada de los Estados Unidos.

## Composición
Los 2 condados del área metropolitana, junto con su población según los resultados del censo 2010:
- Howard – 82.752 habitantes
- Tipton – 15.936 habitantes

## Comunidades del área metropolitana
Ciudades
- - Elwood
  - Kokomo (ciudad principal)
  - Tipton

Pueblos
- - Greentown
  - Kempton
  - Russiaville
  - Sharpsville
  - Windfall

Lugares designados por el censo
- Indian Heights

Lugares no incorporados
| - Alto - Cassville - Center - Curtisville - Darrough Chapel - East Union - Ekin - Goldsmith - Groomsville - Guy | - Hemlock - Hobbs - Jackson Station - Jerome - Judson - Kappa Corner - Nevada - New Lancaster - New London - Normanda | - Oakford - Phlox - Plevna - Ridgeway - Shanghai - Sycamore - Tetersburg - Vermont - West Elwood - West Liberty |